# Apogonia miyakei
Apogonia miyakei är en skalbaggsart som beskrevs av Bezdek 2004. Apogonia miyakei ingår i släktet Apogonia och familjen Melolonthidae. Inga underarter finns listade i Catalogue of Life.